# Prionotus carolinus
Prionotus carolinus és una espècie de peix pertanyent a la família dels tríglids.

## Descripció
- Fa 38 cm de llargària màxima (normalment, en fa 30).
- Emet sorolls mitjançant la vibració de la seua bufeta natatòria.[2][3][4][5]

## Alimentació
Menja gambes, crancs i d'altres crustacis, calamars, bivalves i peixets.

## Depredadors
Als Estats Units és depredat per Squatina dumeril.

## Hàbitat
És un peix marí, demersal i de clima temperat (46°N-28°N) que viu entre 15-170 m de fondària.

## Distribució geogràfica
Es troba a l'Atlàntic occidental: des de Nova Escòcia (el Canadà) fins a Florida i el Golf de Mèxic.

## Ús comercial
És emprat en l'alimentació humana i animal, per a elaborar farina de peix i fertilitzants, i com a esquer per a pescar llagostes i peixos plans. És venut fresc i congelat per a ésser rostit a la graella i al forn.

## Observacions
És inofensiu per als humans.